# 巴东勿刹站
巴东勿刹站是马来西亚玻璃市州巴东勿刹区的火车站，属于KTM电动列车服务（ETS）和KTM通勤铁路北马区的其中一站，也是北马区巴东勿刹线和西海岸线的北端终点站。巴东勿刹火车站位于马来西亚与泰国边界地带，是马来西亚主要通往泰国铁道交接处，站内设有大马和泰国的边检、海关部门，旅客在此出入境实施一地两检。马来亚铁道公司是该车站的主要经营者，于1915年启用。

## 车站构造

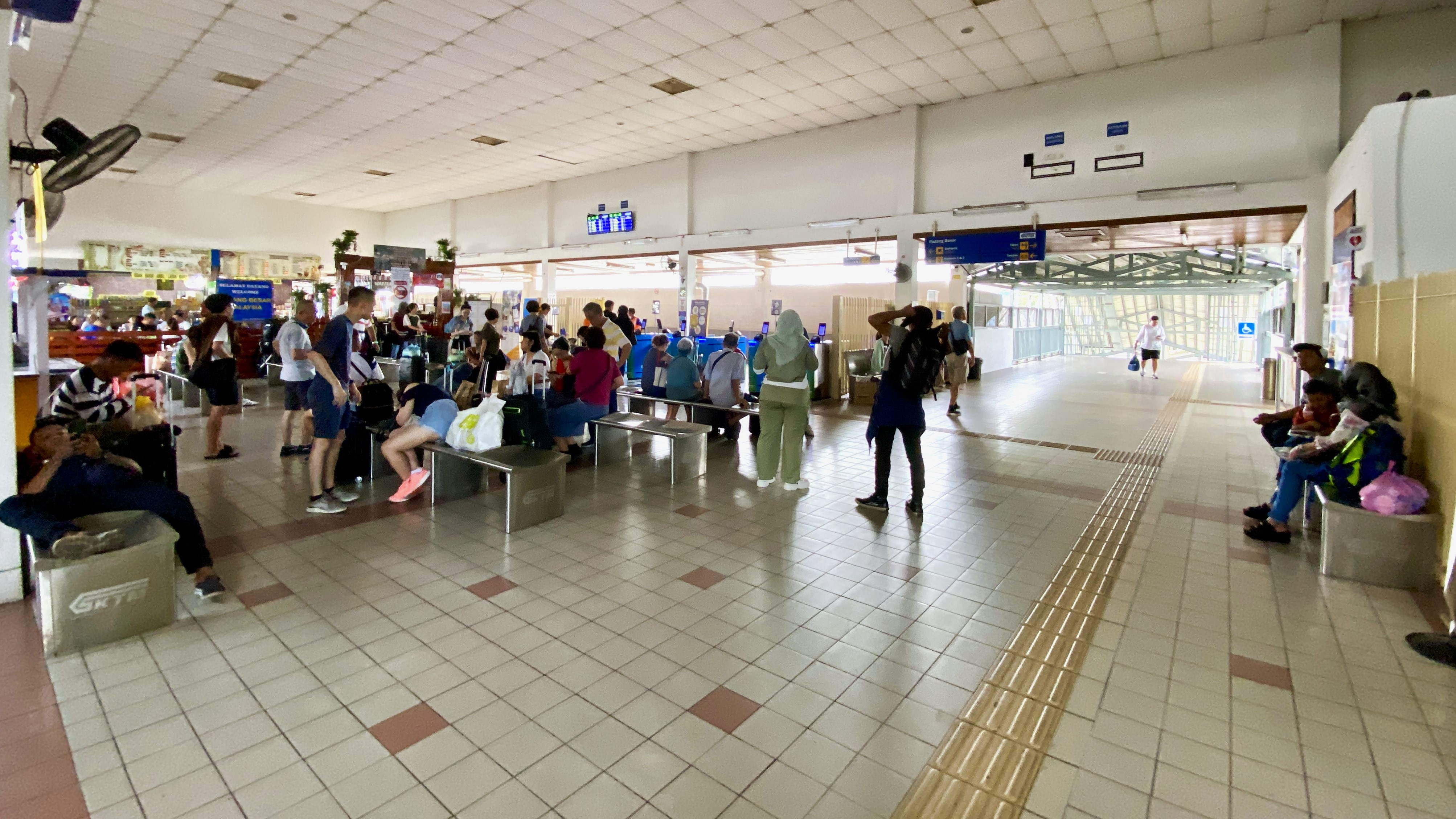
候车室
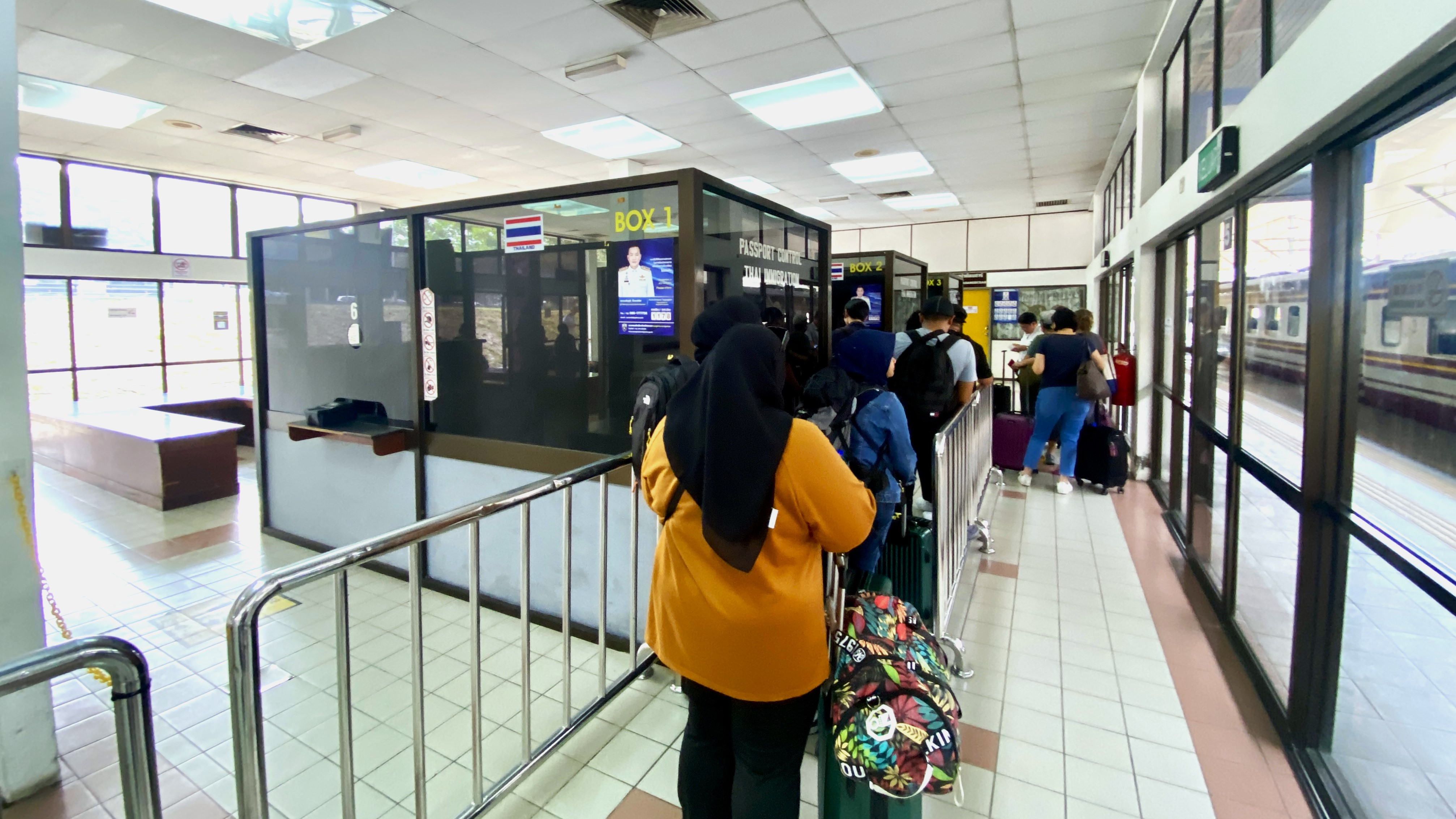
泰方边检站
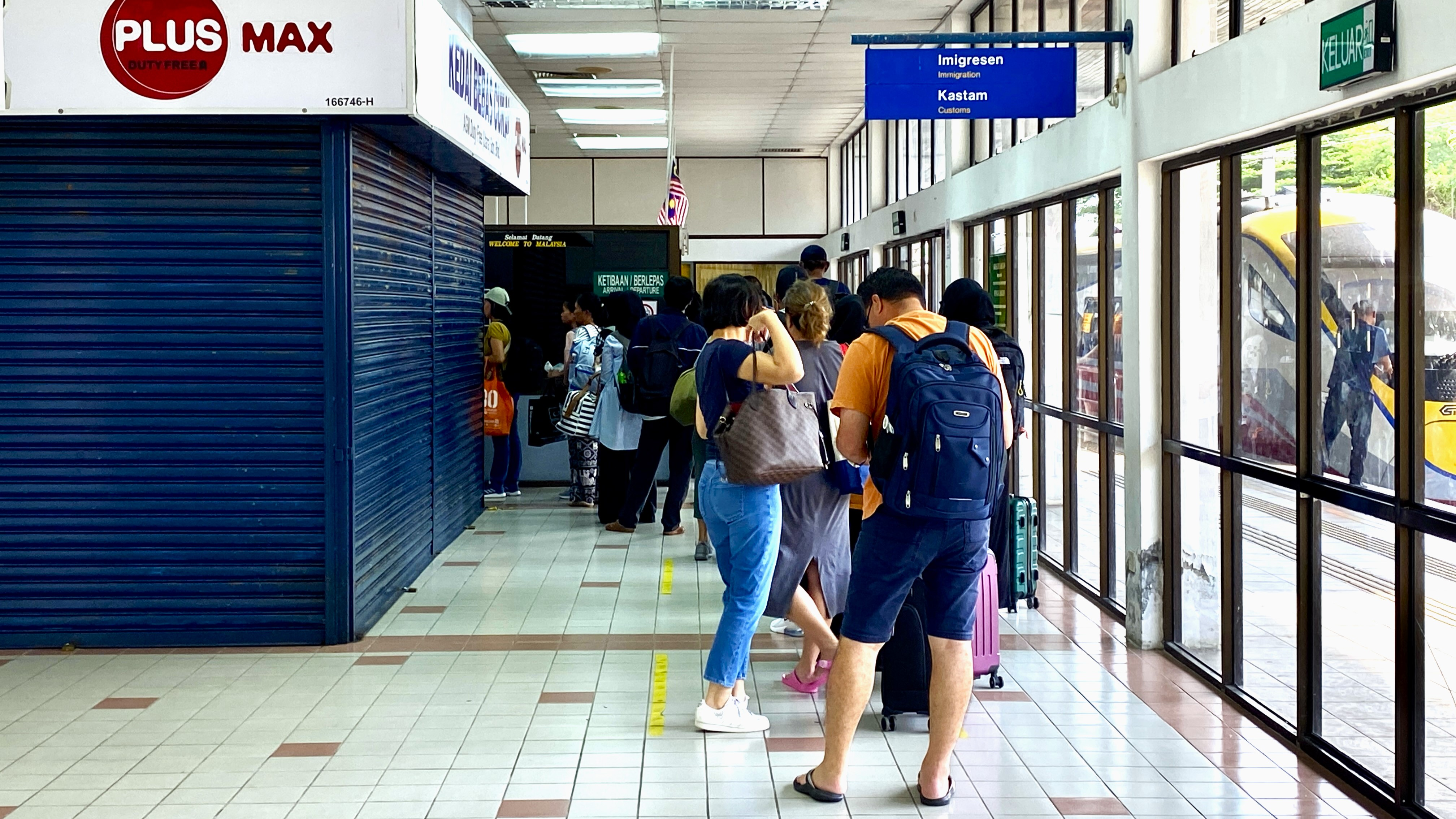
大马边检站
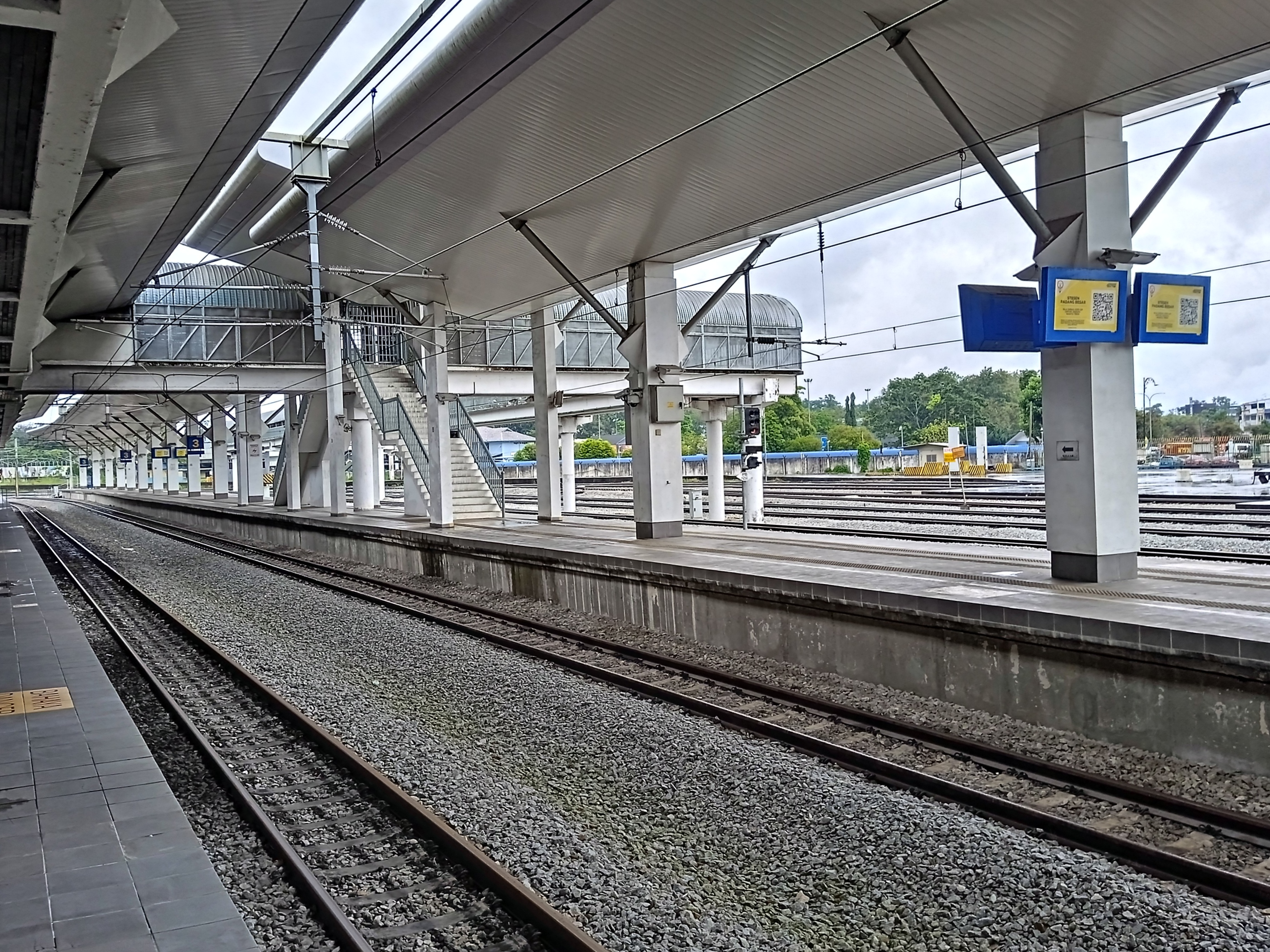
车站站台
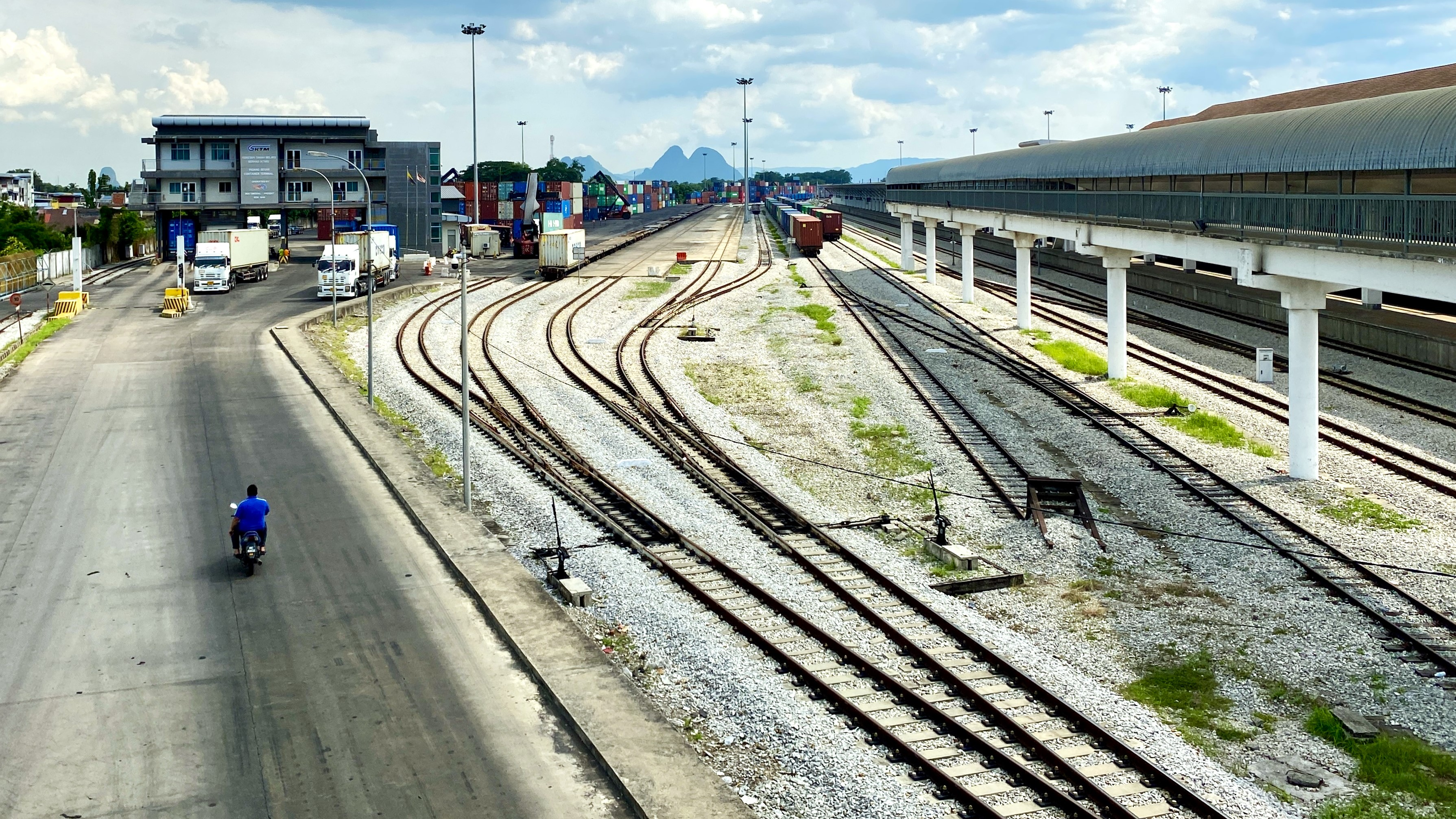
站场俯瞰

## 列车
巴东勿刹站有马来亚铁道公司和泰国国家铁路局运营的列车停靠。
马来亚铁道公司运营的列车包括：
- KTM通勤铁路北马区 - 往北海（每日16对）
- KTM ETS（白金） - 往吉隆坡中央車站（每日4对）
- KTM ETS（快车） - 往吉隆坡中央車站（每日1对）
- KTM ETS（金色） - 往昔加末站（每日1对）
- 马来亚铁道城际铁路 MySawadee 1004/1005 - 吉隆坡中央車站往合艾站（非每日开）

泰国国家铁路局运营的列车包括：
- 45/46次“国际快车” - 经合艾和37/38次列车连接后往曼谷阿皮瓦中央车站（每日1对）
- 947/948和949/950次普快 - 往合艾站（每日2对）

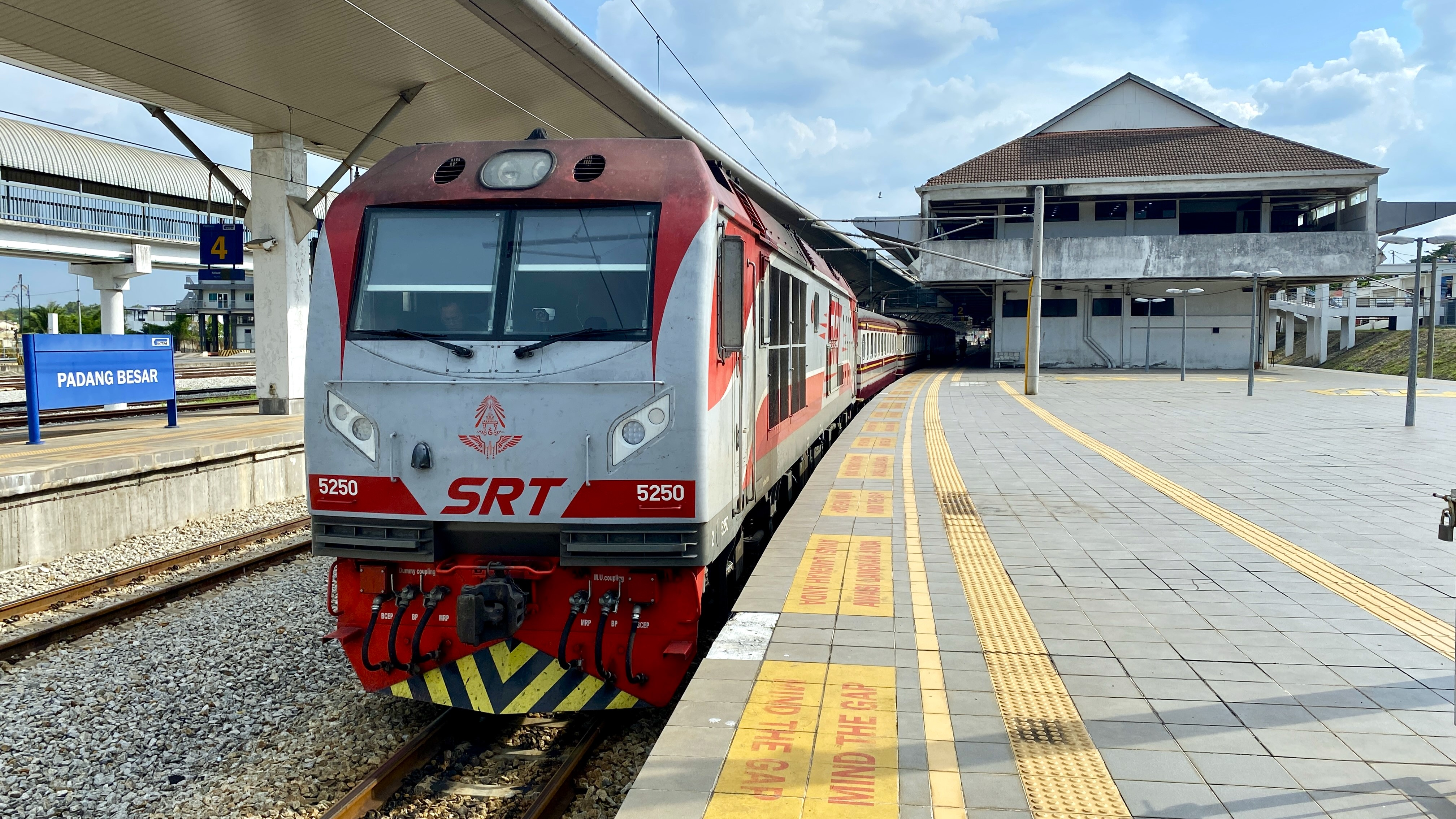
泰国国家铁路国际快车车厢停靠在巴东勿刹站站台
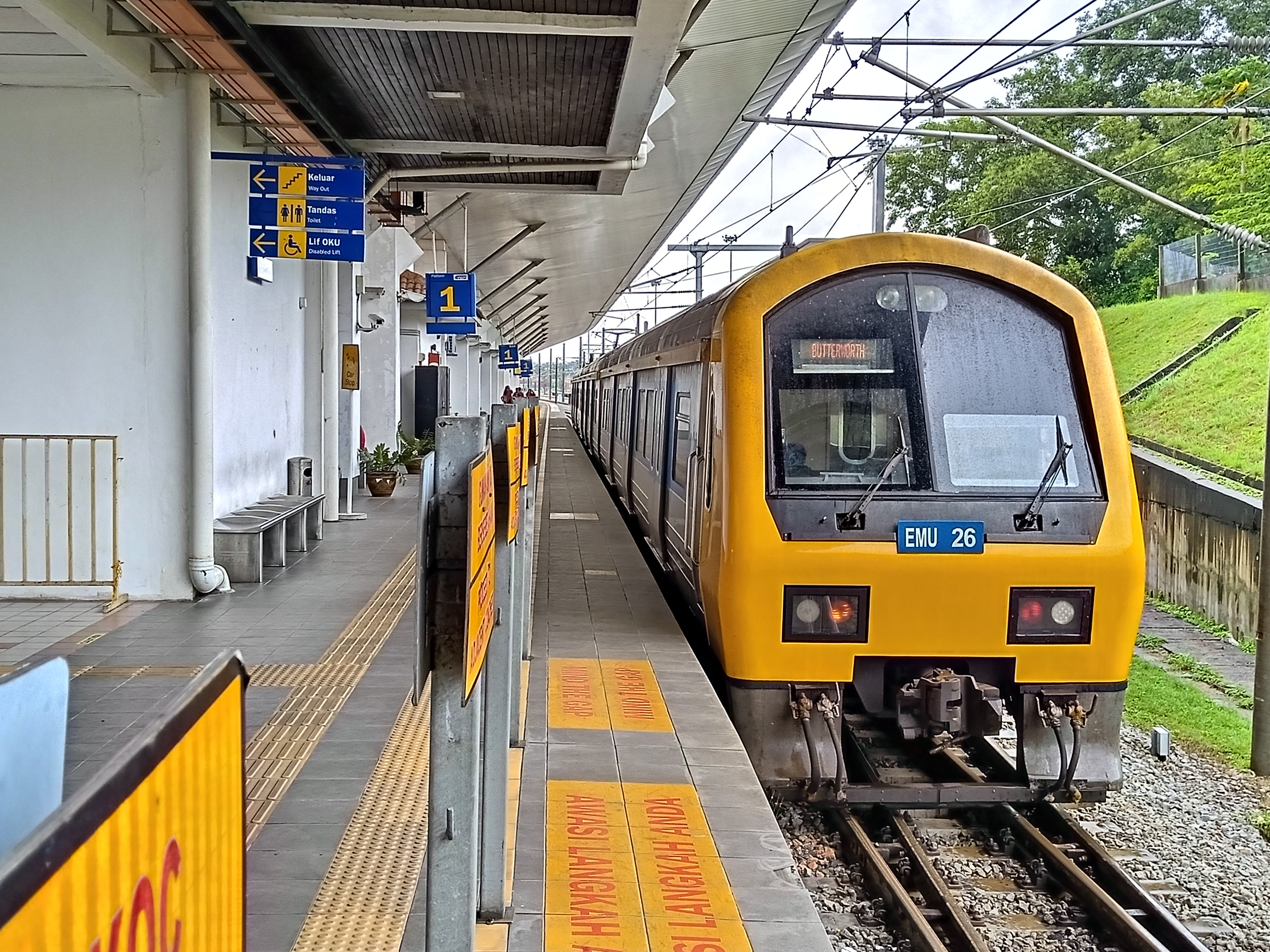
KTM通勤列车停靠